# Open de France
Die Open de France ist ein Golfturnier der PGA European Tour. Erstmals 1906 ausgetragen, ist diese Veranstaltung die älteste Nationale Offene Meisterschaft im kontinentaleuropäischen Golfsport und, seit der Einführung der European Tour im Jahre 1972, ein fixer Bestandteil des Turnierkalenders.

## Geschichte
Der erste Sieger der Open de France war der Franzose Arnaud Massy, der sich den Titel insgesamt viermal (1906, 1907, 1911 und 1925) sichern konnte. Unter den prominenten Gewinnern waren Walter Hagen (1920), Henry Cotton (1946 und 1947), Roberto DeVicenzo (1950, 1960 und 1964), Byron Nelson (1955), Peter Oosterhuis (1973 und 1974) und danach eine ganze Reihe von Weltklassegolfern aus Europa und Übersee. Hervorzuheben sind der vierfache Sieger Severiano Ballesteros und der dreimal erfolgreiche Nick Faldo.
Vor dem Turnier 1999 wurde bekanntgegeben, dass Dopingkontrollen durchgeführt werden. Daraufhin sagten 15 Golfer kurzfristig ihre Teilnahme ab. Ab der Jahrtausendwende hat sich der französische Golfverband, die Fédération Française de Golf, mit Nachdruck um eine Aufwertung dieser Meisterschaft bemüht. Eine der Maßnahmen war der Verzicht auf die Nennung eines Sponsors im Titel des Turnieres. Von 2004 an werden Qualifikationsbewerbe nach dem Vorbild der Open Championship und der US Open durchgeführt, die auch für Amateure zugänglich sind.

## Preisgeld
Das Preisgeld wurde von 865.000 € (1999) bis auf 4 Mio. € (2006) angehoben. Damit gehörte die Open de France, abgesehen von den Major Championships und den Bewerben der World Golf Championships, zu den höchstdotierten Events der European Tour. 2017 und 2018 zählte es zur neugeschaffenen Rolex Serie mit einem Preisgeld von 7 Mio. US$. 2019 wurde das Turnier im Oktober ausgetragen und das Preisgeld auf 1,6 Mio. Euro reduziert.

## Austragungsort
Das Turnier wurde früher auf verschiedenen Plätzen ausgetragen, im Zuge der Änderungen hat der Bewerb seine Heimatstätte im Le Golf National nahe Paris gefunden.

## Sieger seit 1906
| Jahr                           | Sieger                                         | Nationalität                                   | Ort/Anlage                                     | Ergebnis                                       |
| FedEx Open de France           | FedEx Open de France                           | FedEx Open de France                           | FedEx Open de France                           | FedEx Open de France                           |
| ------------------------------ | ---------------------------------------------- | ---------------------------------------------- | ---------------------------------------------- | ---------------------------------------------- |
| 2024                           | Dan Bradbury                                   | England                                        | Le Golf National                               | 268 (−16)                                      |
| Cazoo Open de France           |                                                |                                                |                                                |                                                |
| 2023                           | Ryo Hisatsune                                  | Japan                                          | Le Golf National                               | 270 (−14)                                      |
| 2022                           | Guido Migliozzi                                | Italien                                        | Le Golf National                               | 268 (−16)                                      |
| Open de France                 |                                                |                                                |                                                |                                                |
| 2020–21                        | Kein Turnier aufgrund der COVID-19-Pandemie    | Kein Turnier aufgrund der COVID-19-Pandemie    | Kein Turnier aufgrund der COVID-19-Pandemie    | Kein Turnier aufgrund der COVID-19-Pandemie    |
| 2019                           | Nicolas Colsaerts                              | Belgien                                        | Le Golf National                               | 272 (−12)                                      |
| HNA Open de France             |                                                |                                                |                                                |                                                |
| 2018                           | Alex Noren                                     | Schweden                                       | Le Golf National                               | 277 (−7)                                       |
| 2017                           | Tommy Fleetwood                                | England                                        | Le Golf National                               | 272 (−12)                                      |
| Open de France                 |                                                |                                                |                                                |                                                |
| 2016                           | Thongchai Jaidee                               | Thailand                                       | Le Golf National                               | 273 (−11)                                      |
| ALSTOM Open de France          |                                                |                                                |                                                |                                                |
| 2015                           | Bernd Wiesberger                               | Österreich                                     | Le Golf National                               | 271 (−13)                                      |
| 2014                           | Graeme McDowell (2)                            | Nordirland                                     | Le Golf National                               | 279 (−5)                                       |
| 2013                           | Graeme McDowell                                | Nordirland                                     | Le Golf National                               | 275 (−9)                                       |
| 2012                           | Marcel Siem                                    | Deutschland                                    | Le Golf National                               | 276 (−8)                                       |
| 2011                           | Thomas Levet                                   | Frankreich                                     | Le Golf National                               | 277 (−7)                                       |
| 2010                           | Miguel Ángel Jiménez                           | Spanien                                        | Le Golf National                               | 273 (−11)                                      |
| Open de France ALSTOM          |                                                |                                                |                                                |                                                |
| 2009                           | Martin Kaymer                                  | Deutschland                                    | Le Golf National                               | 271 (−13)                                      |
| 2008                           | Pablo Larrazábal                               | Spanien                                        | Le Golf National                               | 269 (−15)                                      |
| 2007                           | Graeme Storm                                   | England                                        | Le Golf National                               | 277 (−7)                                       |
| 2006                           | John Bickerton                                 | England                                        | Le Golf National                               | 273 (−11)                                      |
| Open de France                 |                                                |                                                |                                                |                                                |
| 2005                           | Jean-François Remésy (2)                       | Frankreich                                     | Le Golf National                               | 273 (−11)                                      |
| 2004                           | Jean-François Remésy                           | Frankreich                                     | Le Golf National                               | 272 (−12)                                      |
| 2003                           | Philip Golding                                 | England                                        | Le Golf National                               | 273 (−15)                                      |
| Novotel Perrier Open de France |                                                |                                                |                                                |                                                |
| 2002                           | Malcolm MacKenzie                              | England                                        | Le Golf National                               | 274 (−14)                                      |
| 2001                           | José María Olazábal                            | Spanien                                        | Lyon Villette                                  | 268(−12)                                       |
| 2000                           | Colin Montgomerie                              | Schottland                                     | Le Golf National                               | 272 (−16)                                      |
| 1999                           | Retief Goosen (2)                              | Südafrika                                      | Pian Médoc                                     | 272 (−12)                                      |
| Peugeot Open de France         |                                                |                                                |                                                |                                                |
| 1998                           | Sam Torrance                                   | Schottland                                     | Le Golf National                               | 276 (−12)                                      |
| 1997                           | Retief Goosen                                  | Südafrika                                      | Le Golf National                               | 271 (−17)                                      |
| 1996                           | Robert Allenby                                 | Australien                                     | Le Golf National                               | 272 (−16)                                      |
| 1995                           | Paul Broadhurst                                | England                                        | Le Golf National                               | 274 (−14)                                      |
| 1994                           | Mark Roe                                       | England                                        | Le Golf National                               | 274 (−14)                                      |
| 1993                           | Costantino Rocca                               | Italien                                        | Le Golf National                               | 273(−11)                                       |
| 1992                           | Miguel Ángel Martín                            | Spanien                                        | Le Golf National                               | 276 (−8)                                       |
| 1991                           | Eduardo Romero                                 | Argentinien                                    | Le Golf National                               | 281 (−7)                                       |
| 1990                           | Philip Walton                                  | Irland                                         | Chantilly                                      | 275 (−5)                                       |
| 1989                           | Nick Faldo (3)                                 | England                                        | Chantilly                                      | 273 (−7)                                       |
| 1988                           | Nick Faldo (2)                                 | England                                        | Chantilly                                      | 274 (−6)                                       |
| 1987                           | José Rivero                                    | Spanien                                        | Saint-Cloud                                    | 269 (−19)                                      |
| 1986                           | Seve Ballesteros (4)                           | Spanien                                        | La Boulie                                      | 269 (−19)                                      |
| 1985                           | Seve Ballesteros (3)                           | Spanien                                        | Saint-Germain                                  | 263 (−21)                                      |
| 1984                           | Bernhard Langer                                | BR Deutschland                                 | Saint-Cloud                                    | 270 (−18)                                      |
| Paco Rabanne Open de France    |                                                |                                                |                                                |                                                |
| 1983                           | Nick Faldo                                     | England                                        | La Boulie                                      | 277 (−11)                                      |
| 1982                           | Seve Ballesteros (2)                           | Spanien                                        | Saint-Nom-la-Bretèche                          | 278 (−10)                                      |
| 1981                           | Sandy Lyle                                     | Schottland                                     | Saint-Germain                                  | 270 (−14)                                      |
| 1980                           | Greg Norman                                    | Australien                                     | Saint-Cloud                                    | 268 (−20)                                      |
| French Open                    |                                                |                                                |                                                |                                                |
| 1979                           | Bernard Gallacher                              | Schottland                                     | Lyon                                           | 284 (−8)                                       |
| 1978                           | Dale Hayes                                     | Südafrika                                      | La Baule                                       | 269 (−19)                                      |
| 1977                           | Seve Ballesteros                               | Spanien                                        | Le Touquet                                     | 282 (−6)                                       |
| 1976                           | Vincent Tshabalala                             | Südafrika                                      | Le Touquet                                     | 272 (−16)                                      |
| 1975                           | Brian Barnes                                   | England                                        | La Boulie                                      | 281 (−7)                                       |
| 1974                           | Peter Oosterhuis (2)                           | England                                        | Chantilly                                      | 284 (+4)                                       |
| 1973                           | Peter Oosterhuis                               | England                                        | La Boulie                                      | 280 (−4)                                       |
| 1972                           | Barry Jaeckel                                  | Vereinigte Staaten                             | Biarritz La Nivelle                            | 265 (−7)                                       |
| 1971                           | Lu Liang-Huan                                  | Taiwan                                         | Biarritz                                       | 262 (−10)                                      |
| Open de France                 |                                                |                                                |                                                |                                                |
| 1970                           | David Graham                                   | Australien                                     | Chantaco                                       | 268                                            |
| 1969                           | Jean Garaialde                                 | Frankreich                                     | Saint-Nom-la-Bretèche                          | 277                                            |
| 1968                           | Peter Butler                                   | England                                        | Saint-Cloud                                    | 272                                            |
| 1967                           | Bernard Hunt                                   | England                                        | Saint-Germain                                  | 271                                            |
| 1966                           | Denis Hutchinson                               | Südafrika                                      | La Boulie                                      | 274                                            |
| 1965                           | Ramón Sota                                     | Spanien                                        | Saint-Nom-la-Bretèche                          | 268                                            |
| 1964                           | Roberto DeVicenzo (3)                          | Argentinien                                    | Chantilly                                      | 272                                            |
| 1963                           | Bruce Devlin                                   | Australien                                     | Saint-Cloud                                    | 273                                            |
| 1962                           | Alan Murray                                    | Australien                                     | Saint-Germain                                  | 274                                            |
| 1961                           | Kel Nagle                                      | Australien                                     | La Boulie                                      | 271                                            |
| 1960                           | Roberto DeVicenzo (2)                          | Argentinien                                    | Saint-Cloud                                    | 275                                            |
| 1959                           | Dave Thomas                                    | Wales                                          | La Boulie                                      | 276                                            |
| 1958                           | Flory Van Donck (3)                            | Belgien                                        | Saint-Germain                                  | 276                                            |
| 1957                           | Flory Van Donck (2)                            | Belgien                                        | Saint-Cloud                                    | 266                                            |
| 1956                           | Angel Miguel                                   | Spanien                                        | Deauville                                      | 277                                            |
| 1955                           | Byron Nelson                                   | Vereinigte Staaten                             | La Boulie                                      | 271                                            |
| 1954                           | Flory Van Donck                                | Belgien                                        | Saint-Cloud                                    | 275                                            |
| 1953                           | Bobby Locke (2)                                | Südafrikanische Union                          | La Boulie                                      | 276                                            |
| 1952                           | Bobby Locke                                    | Südafrikanische Union                          | Saint-Germain                                  | 268                                            |
| 1951                           | Hassan Hassanein                               | Ägypten                                        | Saint-Cloud                                    | 278                                            |
| 1950                           | Roberto DeVicenzo                              | Argentinien                                    | Chantilly                                      | 279                                            |
| 1949                           | Ugo Grappasonni                                | Italien                                        | Saint-Germain                                  | 275                                            |
| 1948                           | Firmin Cavalo                                  | Frankreich                                     | Saint-Cloud                                    | 287                                            |
| 1947                           | Henry Cotton (2)                               | England                                        | Chantilly                                      | 285                                            |
| 1946                           | Henry Cotton                                   | England                                        | Saint-Cloud                                    | 269                                            |
| 1940–45                        | Keine Turniere während des Zweiten Weltkrieges | Keine Turniere während des Zweiten Weltkrieges | Keine Turniere während des Zweiten Weltkrieges | Keine Turniere während des Zweiten Weltkrieges |
| 1939                           | Martin Pose                                    | Argentinien                                    | Le Touquet                                     | 285                                            |
| 1938                           | Marcel Dallemagne (3)                          | Frankreich                                     | Fourqueux                                      | 282                                            |
| 1937                           | Marcel Dallemagne (2)                          | Frankreich                                     | Saint-Cloud                                    | 278                                            |
| 1936                           | Marcel Dallemagne                              | Frankreich                                     | Saint-Germain                                  | 277                                            |
| 1935                           | Sid Brews (2)                                  | Südafrikanische Union                          | Le Touquet                                     | 293                                            |
| 1934                           | Sid Brews                                      | Südafrikanische Union                          | Dieppe                                         | 284                                            |
| 1933                           | Bert Gadd                                      | England                                        | Chantilly                                      | 283                                            |
| 1932                           | Arthur Lacey                                   | England                                        | Saint-Cloud                                    | 295                                            |
| 1931                           | Aubrey Boomer (5)                              | England                                        | Deauville                                      | 291                                            |
| 1930                           | Ernest Whitcombe                               | England                                        | Dieppe                                         | 282                                            |
| 1929                           | Aubrey Boomer (4)                              | England                                        | Fourqueux                                      | 283                                            |
| 1928                           | Cyril Tolley (Amateur) (2)                     | England                                        | La Boulie                                      | 283                                            |
| 1927                           | George Duncan (2)                              | Schottland                                     | Saint-Germain                                  | 299                                            |
| 1926                           | Aubrey Boomer (3)                              | England                                        | Saint-Cloud                                    | 280                                            |
| 1925                           | Arnaud Massy (4)                               | Frankreich                                     | Chantilly                                      | 291                                            |
| 1924                           | Cyril Tolley (Amateur)                         | England                                        | La Boulie                                      | 290                                            |
| 1923                           | James Ockenden                                 | England                                        | Dieppe                                         | 288                                            |
| 1922                           | Aubrey Boomer (2)                              | England                                        | La Boulie                                      | 286                                            |
| 1921                           | Aubrey Boomer                                  | England                                        | Le Touquet                                     | 284                                            |
| 1920                           | Walter Hagen                                   | Vereinigte Staaten                             | La Boulie                                      | 298                                            |
| 1915–19                        | Keine Turniere während des Ersten Weltkrieges  | Keine Turniere während des Ersten Weltkrieges  | Keine Turniere während des Ersten Weltkrieges  | Keine Turniere während des Ersten Weltkrieges  |
| 1914                           | James Douglas Edgar                            | England                                        | Le Touquet                                     | 288                                            |
| 1913                           | George Duncan                                  | Schottland                                     | Chantilly                                      | 304                                            |
| 1912                           | Jean Gassiat                                   | Frankreich                                     | La Boulie                                      | 289                                            |
| 1911                           | Arnaud Massy (3)                               | Frankreich                                     | La Boulie                                      | 284                                            |
| 1910                           | James Braid                                    | Schottland                                     | La Boulie                                      | 298                                            |
| 1909                           | John Henry Taylor (2)                          | England                                        | La Boulie                                      | 293                                            |
| 1908                           | John Henry Taylor                              | England                                        | La Boulie                                      | 300                                            |
| 1907                           | Arnaud Massy (2)                               | Frankreich                                     | La Boulie                                      | 298                                            |
| 1906                           | Arnaud Massy                                   | Frankreich                                     | La Boulie                                      | 292                                            |

1. 1 2 3 4 5 6 7 8 9 10 11 12 13  Entscheidung im Play-off

## Mehrfache Gewinner
16 Golfer haben dieses Turnier bis 2010 mehr als einmal gewonnen.
- 5 Siege
  - Aubrey Boomer 1921, 1922, 1926, 1929, 1931

- 4 Siege
  - Arnaud Massy 1906, 1907, 1911, 1925
  - Seve Ballesteros 1977, 1982, 1985, 1986

- 3 Siege
  - Marcel Dallemagne 1936, 1937, 1938
  - Flory Van Donck 1954, 1957, 1958
  - Roberto DeVicenzo 1950, 1960, 1964
  - Nick Faldo 1983, 1988, 1989

- 2 Siege
  - John Henry Taylor 1908, 1909
  - George Duncan 1913, 1927
  - Cyril Tolley 1924, 1928
  - Sid Brews 1934, 1935
  - Henry Cotton 1946, 1947
  - Bobby Locke 1952, 1953
  - Peter Oosterhuis 1973, 1974
  - Retief Goosen 1997, 1999
  - Jean-François Remésy 2004, 2005
  - Graeme McDowell 2013, 2014